# Seebach (Baden)
Seebach es un municipio alemán en el distrito de Ortenau, Baden-Wurtemberg. El territorio municipal se extiende hasta la cima del monte Hornisgrinde.

## Puntos de interés
- Museo de trajes regionales y arte popular (Trachten- und Volkskunstmuseum)[3]
- Molino de los Vollmers (Vollmers Mühle), construido alrededor de 1800[4]
- Mirador sobre el monte Hornisgrinde (1164 m s. n. m.), una torre panorámica construida en 1910[5]
- Lago Mummel en la ladera sur del monte Hornisgrinde
- Mina de minerales para visitantes Fondito de Plata (Erzstollen Silbergründle)[6]